# 龍月站 (京畿道)
龍月站（：／ Yongwol yeok */?）曾为韩国铁路安城线上的一个车站，位于京畿道安城市三竹面龍月里，已于1944年废止。

## 历史
- 1927年4月16日：开始使用[1]。
- 1944年12月1日：停用本站[2]。